# Distrito de Marcabamba
El distrito de Marcabamba es uno de los diez distritos que conforman la Provincia de Páucar del Sara Sara, ubicada en el departamento de Ayacucho, en el Perú.

## Historia
El distrito fue creado el 3 de abril de 1964, mediante ley N° 14996, en el gobierno del presidente Fernando Belaúnde Terry.
La lucha para el objetivo de conseguir el ascenso a distrito se canalizó a través de "La sociedad de Residentes en Lima" la cual fue fundada en el año 1952, como "Sociedad Fraternal hijos de Marcabamba". Hasta entonces Marcabamba tenía la categoría de "anexo". El trámite se inicia con un memorial redactado en Marcabamba el 10 de noviembre de 1952, donde se solicita que Marcabamba sea capital de distrito con los anexos de Nahuapampa, Nahua alta, Sequello y Huataca. Dicho documento fue presentado a la Cámara de diputados el 14 de agosto de 1953. Este trámite originó oposición del distrito de Lampa al cual pertenecía como anexo. El 16 de diciembre de 1953 el diputado, Dr. Manuel T. Vasquéz, propone en consideración la creación del distrito de Marcabamba. El 13 de octubre de 1954 se emite el informe favorable para la creación del nuevo distrito, dando dictamen favorable el 15 de octubre de 1954 en la cámara de diputados. En la cámara de senadores ante las oposiciones y presiones es que el senado decide archivar temporalmente la creación del distrito en el año 1955.
En el año de 1963, el panorama había cambiado, se tenía nuevas autoridades gubernamentales, uno de ellos el Dr. Carlos Enrrique Melgar López había sido elegido Senador y sería la persona que ayudaría a sacar adelante la gestión del nuevo distrito. El 12 de noviembre de 1963 el Dr. Melgar formuló el pedido de actualización del proyecto. El 19 de noviembre de 1963 encuentra camino favorable pero con modificación del artículo Nro 2 "El distrito de Marcabamba tendrá como anexos los pueblos de Sequello y Nahua alta". Luego de un arduo debate en el senado, la votación se dio a favor de la creación del distrito por un amplio margen, y es así que el 3 de abril de 1964 se da nacimiento oficial al nuevo Distrito de Marcabamba.

## División administrativa

### Anexos
- Marcabamba
- Sequello
- Huataca

### Caseríos
- Huancariri
- Huanca Huanca

## Festividades
- noviembre: Festividad en honor a San Martín de Porres
- (Setiembre): Festividad en honor a la Virgen de Cocharcas

## Autoridades

### Municipales
- 2019 - 2022[2]
  - Alcalde: Carlos Rafael Huayapa Huamaní, de Musuq Ñan.
  - Regidores:

  1. Aquiles Gabriel Oscco Segura (Musuq Ñan)
  2. Martín Leoncio Huamaní Guardia (Musuq Ñan)
  3. Efraín Mamerto Huamaní Cárdenas (Musuq Ñan)
  4. Flor Soledad Fernández Palomino (Musuq Ñan)
  5. Hernán Reynaldo Portugal Miranda (Movimiento Independiente Innovación Regional)

Alcaldes anteriores
- 2007-2010: Isaac Castañeda Ramos
- 2010-2014: Isaac Castañeda Ramos